# World Funeral
World Funeral osmi je studijski album švedskog black metal-sastava Marduk. Diskografska kuća Blooddawn Productions objavila ga je 24. veljače 2003. godine.

## O albumu
World Funeral posljednji je Mardukov album s pjevačem Legionom i basistom Rogerom Svenssonom. Na albumu se nalaze brze i spore pjesme. Za naslovnu je pjesmu snimljen i spot.
Uvod u pjesmu "With Satan and Victorious Weapons" preuzet je iz filma "Ime ruže" iz 1986. godine.

## Popis pjesama
| 1.    | »With Satan and Victiorious Weapons« | 3:51 |
| 2.    | »Bleached Bones«                     | 5:20 |
| 3.    | »Cloven Hoof«                        | 3:26 |
| 4.    | »World Funeral«                      | 3:31 |
| 5.    | »To the Death's Head True«           | 3:58 |
| 6.    | »Castrum Doloris«                    | 3:34 |
| 7.    | »Hearse«                             | 4:54 |
| 8.    | »Night of the Long Knives«           | 5:31 |
| 9.    | »Bloodletting«                       | 5:49 |
| 10.   | »Blessed Unholy«                     | 5:02 |
| 11.   | »Blackcrowned«                       | 2:18 |
| 47:14 |                                      |      |

## Zasluge
Marduk
- Legion – vokali
- Morgan Steinmeyer Håkansson – gitara
- B. War – bas-gitara
- Emil Dragutinović – bubnjevi

Ostalo osoblje
- Mankrah – omot
- Linus Lindgren – slike
- Peter Tägtgren – miks